# جورج ستيفان
جورج ستيفان (بالإنجليزية: George Stepham)‏ هو سياسي أمريكي، ولد في 30 مارس 1862 في الولايات المتحدة، وتوفي في 9 سبتمبر 1944. حزبياً، نشط في الحزب الجمهوري.